# 波羅夷
波羅夷，也稱爲波羅夷罪、波羅市迦、波羅闍已迦、巴拉基咖、巴拉基舸等，意譯爲他胜、驅擯、極惡、棄、棄損、斷頭、無餘、不共住、重禁、墮、墮不如 ，是佛教出家众具足戒（别解脱戒）的第一重罪的称呼。比丘有四条，称为四波羅夷；比丘尼有八条，称为八波羅夷。
犯波羅夷罪者，如同斷頭不能復活，必須處以破門，逐出僧團，喪失僧尼資格。

## 比丘四波羅夷
1. 淫戒。不得行淫。
2. 盜戒。不得不與取。
3. 殺人戒。不得殺害人命。
4. 大妄語戒。不得未證言證，自稱上人。

## 比丘尼八波罗夷
1. 淫戒。不得行淫。
2. 盜戒。不得不與取。
3. 殺人戒。不得殺害人命。
4. 大妄語戒。不得未證言證，自稱上人。
5. 共染心男子触摩戒。不得以淫心觸摸男子。
6. 八事戒。不得違反八事成重戒，即：受捉手、受捉衣、入屏處、屏處共立、屏處共語、屏處共行、為樂身相倚、共期行淫。[3]
7. 知他比丘尼犯波罗夷覆藏戒。不得爲犯波羅夷罪的比丘尼覆藏不報。
8. 随顺被举比丘戒。不得聲援、順從被舉告的犯戒比丘。

## 菩薩戒十波羅夷
《梵網經》提出菩薩戒十波羅夷，又稱為十重罪、顯教十波羅夷，有別於僧侶具足戒波羅夷。另還有密教十波羅夷。
菩薩戒十波羅夷分別是：
1. 杀生戒。不得殺害人、畜牲等一切有情。
2. 盜取戒。不得不與取。
3. 淫戒。不得行淫。
4. 妄語戒。不得大小妄語。
5. 酤酒戒。不得販酒。
6. 說四眾過戒。不得說舉在家、出家四眾的七逆十重罪過。
7. 自讚毀他戒。不得稱讚自己功德、譏毀他人過惡。
8. 悭惜加毁戒。不得慳吝不布施，并譏毀侮辱。
9. 瞋心不受悔戒。不得以嗔心辱罵、毆打他人，且不接受其誠心懺悔。
10. 毀謗三寶戒。不得毀謗三寶，尤不得毀謗大乘。